# 氷砂糖資料館
氷砂糖資料館（こおりざとうしりょうかん）は、岐阜県海津市にある中日本氷糖株式会社の企業博物館である。
中日本氷糖が氷砂糖のシェアでは日本トップクラスであることから、氷砂糖を中心に砂糖に関わる資料を展示した博物館である。

## 概要
- 中日本氷糖が創業100周年[1]を記念して、1995年（平成7年）に南濃工場内に開館。
- 見学は電話、ファックス、メールによる事前予約が必要。
- 砂糖の歴史や氷砂糖の製造方法、世界の氷砂糖の展示がされている。
- 予約時に申し込めば、綿菓子作りの体験や工場見学が出来る。また、毎年6月頃には、中日本氷糖の所有する梅園（南濃梅園）で梅狩りをし、梅シロップや梅酒作りの体験ができる。
- 岐阜県まちかど美術館・博物館に登録されている。

## 利用案内
- 開館時間 - 10：00 - 16：00
- 休館日 - 毎週土日曜日、祝日、工場の休業日
- 入館料 - 
  - 大人：300円
  - 学生（小学生から高校生）：100円

## 交通アクセス
- 養老鉄道養老線美濃津屋駅より徒歩15分。